# Crescent (trein)

De Crescent op Union Station, Washington D.C.

De Crescent is een langeafstand treinverbinding tussen de Amerikaanse steden New York en New Orleans. Deze rijdt dagelijks, in beide richtingen, over een afstand van 2.216 km van Pennsylvania Station naar de New Orleans Union Passenger Terminal. Deze treinverbinding is sinds 1891 in gebruik. Sinds 1938 draagt deze haar huidige naam, vernoemd naar New Orleans dat ook wel Crescent City wordt genoemd. De reis duurt zo'n 32 uur.
Het traject loopt grotendeels over de sporen van de Norfolk Southern Railway. Het deel van New York tot Washington D.C. loopt via de Northeast Corridor. Onderweg wordt gebruik gemaakt van diesellocomotieven van het type GE Genesis en Siemens ACS-64. Hierachter hangen Amfleetwagons en diner- en slaapwagons van het type Viewliner.